# Little Big Planet Karting
 (février 2014).
Si vous disposez d'ouvrages ou d'articles de référence ou si vous connaissez des sites web de qualité traitant du thème abordé ici, merci de compléter l'article en donnant les références utiles à sa vérifiabilité et en les liant à la section « Notes et références ».
Pour les articles homonymes, voir Little Big Planet (homonymie).
Little Big Planet Karting  — LittleBigPlanet Karting selon la graphie du logo — est un jeu vidéo de course développé conjointement par Media Molecule, SIE San Diego Studio et United Front Games, édité par Sony Computer Entertainment en novembre 2012 sur PlayStation 3.

## Système de jeu
Little Big Planet Karting est un jeu de course où l'on dirige Sackboy dans un kart dont le but principal de terminer premier. Tout au long de la course, les joueurs peuvent ramasser des armes et les utiliser pour attaquer et ralentir leurs concurrents.
Un autre mode de jeu propose des arènes de combat où les joueurs s'affrontent avec des armes dans un match dont la finalité est d'abattre tous les autres concurrents pour être le dernier survivant.
La créativité, l'élément central de la série Little Big Planet est encore une fois mise en avant dans cet opus. En plus de pouvoir personnaliser son Sackboy l'outil de création offre cette fois-ci la possibilité de créer des circuits et des karts. L'éditeur de circuit permet la mise en place de ses propres règles de jeu, d'ajuster les armes et les circuits et de partager ses créations aux autres utilisateurs en ligne.
Le 31 août 2016, les serveurs du jeu sont fermés, notamment en France, en raison de fermeture du studio United Front Games deux mois plus tard.